# 조지 쿠체

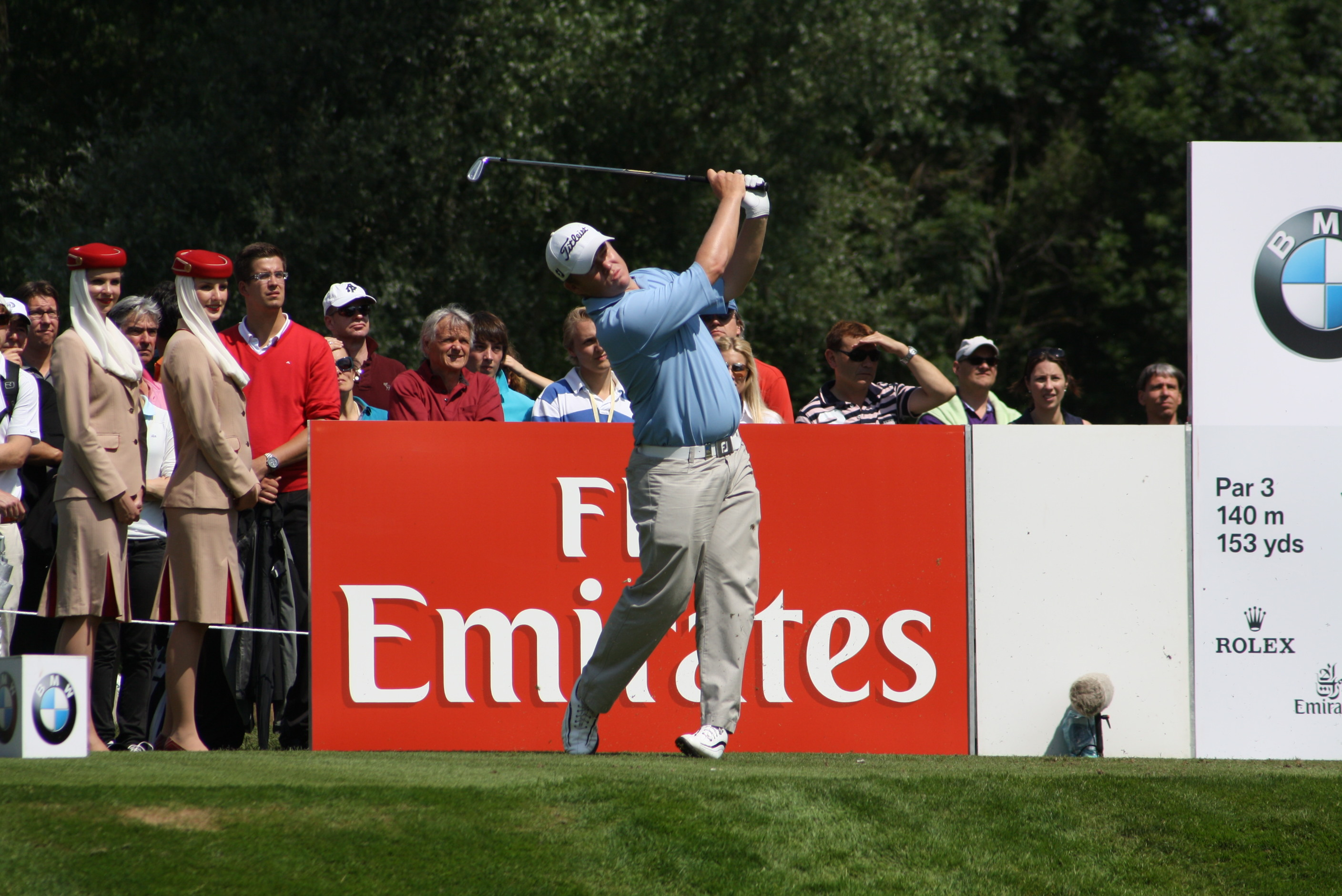

조지 윌리엄 쿠체(영어: George William Coetzee, 1986년 7월 18일 ~ )는 남아프리카 공화국의 프로 골프 선수이다.